# Albanië op het Europees kampioenschap voetbal 2016
Albanië was een van de deelnemende landen aan het Europees kampioenschap voetbal 2016 in Frankrijk. Het was de eerste keer dat het land aan een groot internationaal voetbaltoernooi deelnam. Albanië werd in de groepsfase uitgeschakeld.

## Kwalificatie

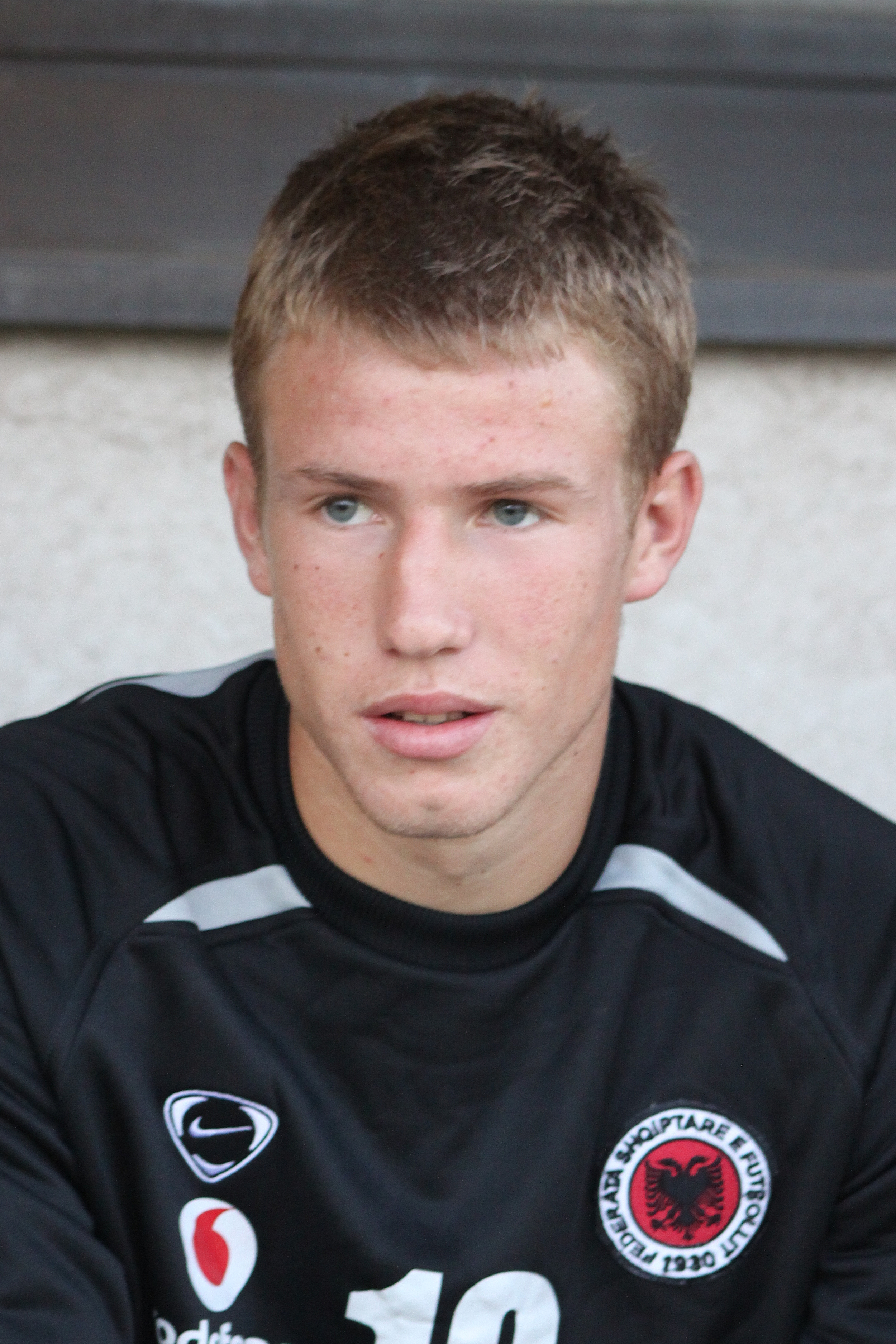
Bekim Balaj scoorde het enige doelpunt in de uitzege tegen Portugal.

### Tenue tijdens kwalificatieronde
Kledingsponsor: Adidas
| Thuis | Uit | Alternatief |

Albanië werd ondergebracht in groep I, die slechts uit vijf landen bestond. Op 7 september 2014 begon het team van de Italiaanse bondscoach Gianni De Biasi tegen Portugal aan de kwalificatiecampagne. Portugal, dat voor eigen publiek speelde en de favoriet was voor groepswinst, verloor met 0-1. Bekim Balaj scoorde na 52 minuten het enige doelpunt van de wedstrijd.
Een maand later behaalde Albanië een punt tegen Denemarken. De thuisploeg kwam in de Elbasan Arena op voorsprong via Ermir Lenjani, maar zag hoe Denemarken in het slot toch nog op gelijke hoogte kwam via een goal van invaller Lasse Vibe. Enkele dagen later ging Albanië op bezoek bij het Servië van bondscoach Dick Advocaat. De wedstrijd werd na 41 minuten, en bij een 0-0-tussenstand, stilgelegd omdat er een drone met een vlag van Groot-Albanië over het veld vloog. De Servische verdediger Stefan Mitrović trok de vlag uit de lucht, waarna er zowel op het veld als in de tribune gevochten werd. De wedstrijd werd gestaakt. Nadien kreeg Albanië van de tuchtcommissie van de UEFA een reglementaire zege van 3-0 toegekend.
In maart 2015 speelden de Albanezen thuis tegen Armenië. Het duel werd met 2-1 gewonnen. Armenië kwam nochtans in de vierde minuut via een eigen doelpunt van Mërgim Mavraj op voorsprong. Na de uitsluiting van Hovhannes Hambardzumyan in de 70e minuut sloeg Albanië alsnog toe. Mavraj, die zijn eigen doelpunt rechtzette, en Shkëlzen Gashi bezorgden hun land in extremis drie punten.
Op 4 september mocht Albanië op bezoek bij Denemarken. Het duel in Kopenhagen eindigde net als de heenwedstrijd in een gelijkspel. Het werd 0-0, waardoor beide landen met elf punten op een gedeelde tweede plaats stonden. Albanië had een licht voordeel omdat Denemarken al een wedstrijd meer had gespeeld. Drie dagen later speelde Albanië dat voordeel kwijt. Portugal won in Elbasan met 0-1 na een kopbaldoelpunt van Miguel Veloso in de 92e minuut. Door de late nederlaag bleef Albanië steken op elf punten, maar omdat Denemarken zelf verrassend gelijkspeelde tegen Armenië, had het team van bondscoach De Biasi nog een kans om zich rechtstreeks te plaatsen voor het EK.
Op 8 oktober 2015 volgde het geladen duel tegen Servië, dat inmiddels al van bondscoach was veranderd. De Serviërs namen revanche voor de nederlaag uit de heenwedstrijd. Het werd 0-2 na twee doelpunten die pas in de extra tijd van de tweede helft vielen. Gelukkig voor Albanië verloor ook Denemarken, waardoor een zege tegen Armenië in de laatste wedstrijd volstond om de tweede plaats in groep I te veroveren.
Albanië liet de kans om zich voor het eerst voor een groot internationaal toernooi te kwalificeren niet liggen. Het elftal van De Biasi won op 11 oktober met 0-3 in Armenië. Een eigen doelpunt van Hovhannisyan in de negende minuut opende de score. Nadien stelden Berat Djimsiti en Armando Sadiku de kwalificatie veilig.

### Kwalificatieduels
| 7 september 2014 | Portugal   | 0 – 1 | Albanië    |
| 11 oktober 2014  | Albanië    | 1 – 1 | Denemarken |
| 14 oktober 2014  | Servië     | 0 – 3 | Albanië    |
| 29 maart 2015    | Albanië    | 2 – 1 | Armenië    |
| 4 september 2015 | Denemarken | 0 – 0 | Albanië    |
| 7 september 2015 | Albanië    | 0 – 1 | Portugal   |
| 8 oktober 2015   | Albanië    | 0 – 2 | Servië     |
| 11 oktober 2015  | Armenië    | 0 – 3 | Albanië    |

### Stand groep I
| Nr. | Land       | GW | W | G | V | DV | DT | DS | Ptn |
| --- | ---------- | -- | - | - | - | -- | -- | -- | --- |
| 1   | Portugal   | 8  | 7 | 0 | 1 | 11 | 5  | +6 | 21  |
| 2   | Albanië    | 8  | 4 | 2 | 2 | 10 | 5  | +5 | 14  |
| 3   | Denemarken | 8  | 3 | 3 | 2 | 8  | 5  | +3 | 12  |
| 4   | Servië     | 8  | 2 | 1 | 5 | 8  | 13 | -5 | 4   |
| 5   | Armenië    | 8  | 0 | 2 | 6 | 5  | 14 | -9 | 2   |

### Selectie en statistieken
Bondscoach Gianni De Biasi maakte tijdens de kwalificatiecampagne gebruik van 25 spelers.
| Naam             | GW |   | AS |   |   |   |   |   |
| ---------------- | -- | - | -- | - | - | - | - | - |
| Etrit Berisha    | 7  | 0 | 0  | 1 | 0 | 0 | 0 | 0 |
| Lorik Cana       | 7  | 0 | 0  | 2 | 0 | 0 | 0 | 0 |
| Taulant Xhaka *  | 7  | 0 | 0  | 2 | 0 | 0 | 0 | 1 |
| Sokol Cikalleshi | 7  | 0 | 0  | 1 | 0 | 0 | 3 | 2 |
| Ansi Agolli      | 6  | 0 | 0  | 2 | 0 | 0 | 0 | 0 |
| Burim Kukeli     | 6  | 0 | 0  | 2 | 0 | 0 | 1 | 1 |
| Amir Abrashi     | 6  | 0 | 0  | 2 | 0 | 0 | 1 | 3 |
| Ermir Lenjani    | 6  | 1 | 1  | 0 | 0 | 0 | 1 | 3 |
| Elseid Hysaj     | 5  | 0 | 0  | 0 | 0 | 0 | 0 | 0 |
| Odise Roshi      | 5  | 0 | 1  | 1 | 0 | 0 | 2 | 1 |
| Bekim Balaj      | 4  | 1 | 0  | 0 | 0 | 0 | 1 | 3 |
| Shkëlzen Gashi   | 4  | 1 | 0  | 0 | 0 | 0 | 1 | 2 |
| Berat Djimsiti * | 4  | 1 | 0  | 2 | 0 | 0 | 0 | 0 |
| Migjen Basha     | 4  | 0 | 0  | 1 | 0 | 0 | 2 | 1 |
| Andi Lila        | 3  | 0 | 0  | 0 | 0 | 0 | 1 | 2 |
| Mërgim Mavraj    | 3  | 1 | 0  | 1 | 0 | 0 | 0 | 0 |
| Ledian Memushaj  | 3  | 0 | 0  | 0 | 0 | 0 | 0 | 2 |
| Armando Sadiku   | 2  | 1 | 0  | 0 | 0 | 0 | 2 | 0 |
| Arlind Ajeti     | 2  | 0 | 0  | 1 | 0 | 0 | 0 | 0 |
| Valdet Rama      | 1  | 0 | 0  | 0 | 0 | 0 | 1 | 0 |
| Debatik Curri    | 1  | 0 | 0  | 0 | 0 | 0 | 1 | 0 |
| Hamdi Salihi     | 1  | 0 | 0  | 0 | 0 | 0 | 1 | 0 |
| Ergys Kaçe       | 1  | 0 | 0  | 0 | 0 | 0 | 1 | 0 |
| Naser Aliji      | 1  | 0 | 0  | 1 | 0 | 0 | 0 | 0 |
| Ergys Kaçe       | 1  | 0 | 0  | 1 | 0 | 0 | 1 | 0 |

* Spelers die tijdens een kwalificatiewedstrijd voor het EK 2016 hun debuut maakten voor Albanië.

## EK-voorbereiding

### Wedstrijden
|                                                   |                            |       |                                |                                                                                      |
| 16 november 2015 «onderlinge duels» 20:00 (UTC+1) | Albanië                    | 2 – 2 | Georgië                        | Qemal Stafastadion, Tirana Toeschouwers: 2.000 Scheidsrechter: Davide Massa (Italië) |
| 16 november 2015 «onderlinge duels» 20:00 (UTC+1) | Basha 89' Cikalleshi 90+4' |       | 2' Amisulashvili 52' Chanturia | Qemal Stafastadion, Tirana Toeschouwers: 2.000 Scheidsrechter: Davide Massa (Italië) |

|                                                |                     |       |             |                                                                                           |
| 26 maart 2016 «onderlinge duels» 17:30 (UTC+1) | Oostenrijk          | 2 – 1 | Albanië     | Ernst Happelstadion, Wenen Toeschouwers: 28.600 Scheidsrechter: Ivan Kružliak (Slowakije) |
| 26 maart 2016 «onderlinge duels» 17:30 (UTC+1) | Janko 6' Harnik 13' |       | 47' Lenjani | Ernst Happelstadion, Wenen Toeschouwers: 28.600 Scheidsrechter: Ivan Kružliak (Slowakije) |

|                                                |           |                           |         | |
| 29 maart 2016 «onderlinge duels» 20:15 (UTC+2) | Luxemburg | 0 – 2                     | Albanië | Stade Josy Barthel, Luxemburg Toeschouwers: 3.132 Scheidsrechter: Robert Schörgenhofer (Oostenrijk) |
| 29 maart 2016 «onderlinge duels» 20:15 (UTC+2) |           | 63' Sadiku 75' Cikalleshi |         | Stade Josy Barthel, Luxemburg Toeschouwers: 3.132 Scheidsrechter: Robert Schörgenhofer (Oostenrijk) |

|                                              |                                  |       |           | |
| 29 mei 2016 «onderlinge duels» 17:30 (UTC+2) | Albanië                          | 3 – 1 | Qatar     | PROfertil Arena, Hartberg (Oostenrijk) Toeschouwers: 4.500 Scheidsrechter: Alexander Harkam (Oostenrijk) |
| 29 mei 2016 «onderlinge duels» 17:30 (UTC+2) | Ajeti 23' Lenjani 40' Sadiku 64' |       | 2' Hassan | PROfertil Arena, Hartberg (Oostenrijk) Toeschouwers: 4.500 Scheidsrechter: Alexander Harkam (Oostenrijk) |

|                                              |            |       |                                              | |
| 3 juni 2016 «onderlinge duels» 20:30 (UTC+2) | Albanië    | 1 – 3 | Oekraïne                                     | Stadio Atleti Azzurri d'Italia, Bergamo (Italië) Toeschouwers: 10.496 Scheidsrechter: Paolo Mazzoleni (Italië) |
| 3 juni 2016 «onderlinge duels» 20:30 (UTC+2) | Sadiku 12' |       | 8' Stepanenko 49' Yarmolenko 87' Konopljanka | Stadio Atleti Azzurri d'Italia, Bergamo (Italië) Toeschouwers: 10.496 Scheidsrechter: Paolo Mazzoleni (Italië) |

## Het Europees kampioenschap
De loting vond op 12 december 2015 plaats in Parijs. Albanië werd ondergebracht in groep A, samen met gastland Frankrijk, Roemenië en Zwitserland.
Albanië kwam in de vijfde minuut van haar eerste groepsduel met 0-1 achter tegen Zwitserland toen Fabian Schär een hoekschop van Xherdan Shaqiri inkopte. Dat bleek het enige doelpunt van de wedstrijd. Aanvoerder Lorik Cana kreeg na 36 minuten zijn tweede gele en daarmee de eerste rode kaart van het toernooi vanwege een handsbal. In dit duel speelden twee broers tegen elkaar: Taulant Xhaka voor Albanië en Granit Xhaka voor Zwitserland. Albanië verloor daarna ook haar tweede groepsduel, ditmaal van Frankrijk. Antoine Griezmann kopte in de laatste seconden van de reguliere speeltijd een voorzet van Adil Rami binnen voor de 0-1. Dimitri Payet verdubbelde die score in de zesde minuut van de blessuretijd. Hij kreeg de bal bij toeval voor zijn voeten nadat ploeggenoot André-Pierre Gignac tijdens een kapbeweging uitgleed en passeerde doelman Etrit Berisha vervolgens met een schot in de rechterhoek. Albanië won haar laatste groepsduel, van Roemenië. Armando Sadiku werd in de 43e minuut van die wedstrijd de maker van het eerste Albanese EK-doelpunt ooit. Hij kopte een voorzet van Ledian Memushaj vanaf de rechterkant tegendraads langs de uitkomende doelman Ciprian Tătărușanu. Deze keer was dit het enige doelpunt van de wedstrijd. Albanië eindigde met drie punten als derde in de poule. Dit in combinatie met een negatief doelsaldo was niet genoeg om te behoren tot de vier beste nummers drie van het toernooi, waardoor dat voor de Albanezen voorbij was.

### Uitrustingen
| Thuis | Uit | Alternatief | Doelman | Doelman |

### Technische staf
| Functie         | Naam             |
| --------------- | ---------------- |
| Bondscoach      | Gianni De Biasi  |
| Assistent-coach | Paolo Tramezzani |
| Assistent-coach | Erjon Bogdani    |
| Keeperstrainer  | Ilir Bozhiqi     |
| Fitness coach   | Alberto Belle    |
| Team manager    | Alban Bushi      |
| Dokter          | Arben Celiku     |

### Selectie en statistieken
| Nr. | Naam             | Geboortedatum | GW |   |   |   |   |   |   | Club                | Positie(s) |
| --- | ---------------- | ------------- | -- | - | - | - | - | - | - | ------------------- | ---------- |
| 1   | Etrit Berisha    | 10-03-1989    | 3  | 0 | 0 | 0 | 0 | 0 | 0 | Lazio Roma          | GK         |
| 2   | Andi Lila        | 12-02-1986    | 2  | 0 | 0 | 0 | 0 | 0 | 1 | PAS Giannina        | DM, RM, RB |
| 3   | Ermir Lenjani    | 05-08-1989    | 3  | 0 | 0 | 0 | 0 | 0 | 1 | FC Nantes           | LB, LW     |
| 4   | Elseid Hysaj     | 20-02-1994    | 3  | 0 | 1 | 0 | 0 | 0 | 0 | Napoli              | RB, LB     |
| 5   | Lorik Cana       | 27-06-1983    | 2  | 0 | 0 | 1 | 0 | 1 | 0 | FC Nantes           | CB         |
| 6   | Frédéric Veseli  | 20-11-1992    | 1  | 0 | 0 | 0 | 0 | 1 | 0 | FC Lugano           | RB, CB, LB |
| 7   | Ansi Agolli      | 11-11-1982    | 3  | 0 | 0 | 0 | 0 | 0 | 0 | Qarabağ             | LB, LM     |
| 8   | Migjen Basha     | 05-01-1987    | 1  | 0 | 1 | 0 | 0 | 0 | 1 | Como                | DM, CM     |
| 9   | Ledian Memushaj  | 07-12-1986    | 2  | 0 | 1 | 0 | 0 | 0 | 0 | Pescara             | DM, CM     |
| 10  | Armando Sadiku   | 27-05-1991    | 3  | 1 | 0 | 0 | 0 | 0 | 2 | FC Vaduz            | CF         |
| 11  | Shkëlzen Gashi   | 15-07-1988    | 1  | 0 | 0 | 0 | 0 | 1 | 0 | Colorado Rapids     | LW, AM, RW |
| 12  | Orges Shehi      | 25-09-1977    | 0  | 0 | 0 | 0 | 0 | 0 | 0 | Skënderbeu Korçë    | GK         |
| 13  | Burim Kukeli     | 16-01-1984    | 2  | 0 | 2 | 0 | 0 | 0 | 1 | FC Zürich           | DM, CB     |
| 14  | Taulant Xhaka    | 28-03-1991    | 2  | 0 | 0 | 0 | 0 | 1 | 1 | FC Basel            | DM, CB, RB |
| 15  | Mërgim Mavraj    | 09-06-1986    | 3  | 0 | 1 | 0 | 0 | 0 | 0 | FC Köln             | CB         |
| 16  | Sokol Cikalleshi | 27-07-1990    | 1  | 0 | 0 | 0 | 0 | 1 | 0 | Istanbul Başakşehir | CF, RW, LW |
| 17  | Naser Aliji      | 27-12-1993    | 0  | 0 | 0 | 0 | 0 | 0 | 0 | FC Basel            | LB, RB     |
| 18  | Arlind Ajeti     | 25-09-1993    | 2  | 0 | 0 | 0 | 0 | 0 | 1 | Frosinone           | CB, RB     |
| 19  | Bekim Balaj      | 11-01-1991    | 1  | 0 | 0 | 0 | 0 | 1 | 0 | HNK Rijeka          | CF         |
| 20  | Ergys Kaçe       | 08-07-1993    | 1  | 0 | 1 | 0 | 0 | 1 | 0 | PAOK Saloniki       | DM, CM     |
| 21  | Odise Roshi      | 21-05-1991    | 3  | 0 | 0 | 0 | 0 | 2 | 1 | HNK Rijeka          | RW, AM, LW |
| 22  | Amir Abrashi     | 27-03-1990    | 3  | 0 | 1 | 0 | 0 | 0 | 0 | Freiburg            | CM, DM, AM |
| 23  | Alban Hoxha      | 23-11-1987    | 0  | 0 | 0 | 0 | 0 | 0 | 0 | Partizani Tirana    | GK         |

### Wedstrijden
| Nr. | Land        | GW | W | G | V | DV | DT | DS | Ptn |
| --- | ----------- | -- | - | - | - | -- | -- | -- | --- |
| 1   | Frankrijk   | 3  | 2 | 1 | 0 | 4  | 1  | +3 | 7   |
| 2   | Zwitserland | 3  | 1 | 2 | 0 | 2  | 1  | +1 | 5   |
| 3   | Albanië     | 3  | 1 | 0 | 2 | 1  | 3  | -2 | 3   |
| 4   | Roemenië    | 3  | 0 | 1 | 2 | 2  | 4  | -2 | 1   |

#### Groepsfase
|                                               |         |          |             | |
| 11 juni 2016 «onderlinge duels» 15:00 (UTC+2) | Albanië | 0 – 1    | Zwitserland | Stade Bollaert-Delelis, Lens Toeschouwers: 33.805 Scheidsrechter: Carlos Velasco Carballo (Spanje) |
| 11 juni 2016 «onderlinge duels» 15:00 (UTC+2) |         | 5' Schär |             | Stade Bollaert-Delelis, Lens Toeschouwers: 33.805 Scheidsrechter: Carlos Velasco Carballo (Spanje) |

| Albanië | Zwitserland |

| Albanië:        |    |                  |         |
|                 |    |                  |         |
| GK              | 1  | Etrit Berisha    |         |
| RB              | 4  | Elseid Hysaj     |         |
| CB              | 5  | Lorik Cana       | 23' 36' |
| CB              | 15 | Mërgim Mavraj    | 90+2'   |
| LB              | 7  | Ansi Agolli      |         |
| DM              | 13 | Burim Kukeli     | 89'     |
| CM              | 22 | Amir Abrashi     |         |
| CM              | 14 | Taulant Xhaka    | 62'     |
| RW              | 21 | Odise Roshi      | 74'     |
| CF              | 10 | Armando Sadiku   | 82'     |
| LW              | 3  | Ermir Lenjani    |         |
| Wisselspelers:  |    |                  |         |
| MF              | 20 | Ergys Kaçe       | 62' 63' |
| FW              | 16 | Sokol Cikalleshi | 74'     |
| MF              | 11 | Shkëlzen Gashi   | 82'     |
| Coach:          |    |                  |         |
| Gianni De Biasi |    |                  |         |

| Zwitserland:      |    |                      |     |
|                   |    |                      |     |
| GK                | 1  | Yann Sommer          |     |
| RB                | 2  | Stephan Lichtsteiner |     |
| CB                | 22 | Fabian Schär         | 13' |
| CB                | 20 | Dragoș Grigore       |     |
| LB                | 13 | Ricardo Rodríguez    |     |
| CM                | 11 | Valon Behrami        | 67' |
| CM                | 10 | Granit Xhaka         |     |
| RW                | 23 | Xherdan Shaqiri      | 88' |
| AM                | 15 | Blerim Džemaili      | 76' |
| LW                | 18 | Admir Mehmedi        | 62' |
| CF                | 9  | Haris Seferović      |     |
| Wisselspelers:    |    |                      |     |
| FW                | 7  | Breel Embolo         | 62' |
| MF                | 8  | Fabian Frei          | 76' |
| MF                | 16 | Gelson Fernandes     | 88' |
| Coach:            |    |                      |     |
| Vladimir Petković |    |                      |     |

Man van de wedstrijd:

 Granit Xhaka

|                                               |                           |       |         |                                                                                            |
| 15 juni 2016 «onderlinge duels» 21:00 (UTC+2) | Frankrijk                 | 2 – 0 | Albanië | Stade Vélodrome, Marseille Toeschouwers: 63.670 Scheidsrechter: William Collum (Schotland) |
| 15 juni 2016 «onderlinge duels» 21:00 (UTC+2) | Griezmann 90' Payet 90+6' |       |         | Stade Vélodrome, Marseille Toeschouwers: 63.670 Scheidsrechter: William Collum (Schotland) |

| Frankrijk | Albanië |

| Frankrijk:       |    |                     |     |
|                  |    |                     |     |
| GK               | 1  | Hugo Lloris         |     |
| RB               | 19 | Bacary Sagna        |     |
| CB               | 4  | Adil Rami           |     |
| CB               | 21 | Laurent Koscielny   |     |
| LB               | 3  | Patrice Evra        |     |
| CM               | 5  | N'Golo Kanté        | 88' |
| CM               | 14 | Blaise Matuidi      |     |
| AM               | 8  | Dimitri Payet       |     |
| RW               | 20 | Kingsley Coman      | 68' |
| CF               | 9  | Olivier Giroud      | 77' |
| LW               | 11 | Anthony Martial     | 46' |
| Wisselspelers:   |    |                     |     |
| MF               | 15 | Paul Pogba          | 46' |
| FW               | 7  | Antoine Griezmann   | 68' |
| FW               | 10 | André-Pierre Gignac | 77' |
| Coach:           |    |                     |     |
| Didier Deschamps |    |                     |     |

| Albanië:        |    |                 |         |
|                 |    |                 |         |
| GK              | 1  | Etrit Berisha   |         |
| RB              | 4  | Elseid Hysaj    |         |
| CB              | 18 | Arlind Ajeti    | 85'     |
| CB              | 15 | Mërgim Mavraj   |         |
| LB              | 7  | Ansi Agolli     |         |
| DM              | 13 | Burim Kukeli    | 55' 74' |
| CM              | 22 | Amir Abrashi    | 81'     |
| CM              | 9  | Ledian Memushaj |         |
| RW              | 2  | Andi Lila       | 71'     |
| CF              | 10 | Armando Sadiku  |         |
| LW              | 3  | Ermir Lenjani   |         |
| Wisselspelers:  |    |                 |         |
| MF              | 21 | Odise Roshi     | 71'     |
| MF              | 14 | Taulant Xhaka   | 74'     |
| DF              | 6  | Frédéric Veseli | 85'     |
| Coach:          |    |                 |         |
| Gianni De Biasi |    |                 |         |

Man van de wedstrijd:

 Dimitri Payet

|                                               |          |            |         |                                                                                         |
| 19 juni 2016 «onderlinge duels» 21:00 (UTC+2) | Roemenië | 0 – 1      | Albanië | Stade des Lumières, Lyon Toeschouwers: 49.752 Scheidsrechter: Pavel Královec (Tsjechië) |
| 19 juni 2016 «onderlinge duels» 21:00 (UTC+2) |          | 43' Sadiku |         | Stade des Lumières, Lyon Toeschouwers: 49.752 Scheidsrechter: Pavel Královec (Tsjechië) |

| Roemenië | Albanië |

| Roemenië:         |    |                    |           |
|                   |    |                    |           |
| GK                | 12 | Ciprian Tătărușanu |           |
| RB                | 22 | Cristian Săpunaru  | 85'       |
| CB                | 6  | Vlad Chiricheș     |           |
| CB                | 21 | Dragoș Grigore     |           |
| LB                | 2  | Alexandru Mățel    | 53'       |
| CM                | 18 | Andrei Prepeliță   | 46'       |
| CM                | 5  | Ovidiu Hoban       |           |
| RW                | 20 | Adrian Popa        | 68'       |
| AM                | 10 | Nicolae Stanciu    |           |
| LW                | 19 | Bogdan Stancu      |           |
| CF                | 9  | Denis Alibec       | 57'       |
| Wisselspelers:    |    |                    |           |
| MF                | 17 | Lucian Sânmărtean  | 46'       |
| MF                | 11 | Gabriel Torje      | 57' 90+3' |
| FW                | 14 | Florin Andone      | 68'       |
| Coach:            |    |                    |           |
| Anghel Iordănescu |    |                    |           |

| Albanië:        |    |                 |        |
|                 |    |                 |        |
| GK              | 1  | Etrit Berisha   |        |
| RB              | 4  | Elseid Hysaj    | 90+4'  |
| CB              | 18 | Arlind Ajeti    |        |
| CB              | 15 | Mërgim Mavraj   |        |
| LB              | 7  | Ansi Agolli     |        |
| DM              | 8  | Migjen Basha    | 6' 83' |
| CM              | 22 | Amir Abrashi    |        |
| CM              | 9  | Ledian Memushaj | 85'    |
| RW              | 2  | Andi Lila       |        |
| CF              | 10 | Armando Sadiku  | 59'    |
| LW              | 3  | Ermir Lenjani   | 77'    |
| Wisselspelers:  |    |                 |        |
| FW              | 19 | Bekim Balaj     | 59'    |
| MF              | 21 | Odise Roshi     | 77'    |
| DF              | 5  | Lorik Cana      | 83'    |
| Coach:          |    |                 |        |
| Gianni De Biasi |    |                 |        |

Man van de wedstrijd:

 Arlind Ajeti
FSHF · A-internationals · Bondscoaches · Statistieken · Albanees vrouwenelftal · Olympisch elftal · Albanië U21 · Albanië U20 · Albanië U19 · Albanië U18 · Albanië U17 · Albanië U16
1946 – 1949 · 
1950 – 1959 · 
1960 – 1969 · 
1970 – 1979 · 
1980 – 1989 · 
1990 – 1999 · 
2000 – 2009 · 
2010 – 2019 ·
2020 – 2029
EK 2016 · EK 2024
1946 · 
1947 · 
1948 · 
1949 · 
1950 · 
1951 · 
1952 · 
1953 · 
1954 · 1955 · 1956 · 
1957 · 
1958 · 
1959 · 1960 · 1961 · 1962 · 
1963 · 
1964 · 
1965 · 
1966 · 
1967 · 
1968 · 1969 · 
1970 · 
1971 · 
1972 · 
1973 · 
1974 · 1975 · 
1976 · 
1977 · 1978 · 1979 · 
1980 · 
1981 · 
1982 · 
1983 · 
1984 · 
1985 · 
1986 · 
1987 · 
1988 · 
1989 · 
1990 · 
1991 · 
1992 · 
1993 · 
1994 · 
1995 · 
1996 · 
1997 · 
1998 · 
1999 · 
2000 · 
2001 · 
2002 · 
2003 · 
2004 · 
2005 · 
2006 · 
2007 · 
2008 · 
2009 · 
2010 · 
2011 · 
2012 · 
2013 · 
2014 · 
2015 · 
2016 · 
2017 · 
2018 ·
2019 ·
2020 ·
2021 ·
2022 ·
2023 ·
2024
Algerije ·
Andorra ·
Argentinië ·
Armenië ·
Azerbeidzjan ·
Bahrein ·
België ·
Bosnië en Herzegovina ·
Bulgarije ·
Chili ·
China ·
Cuba ·
Cyprus ·
DDR ·
Denemarken ·
Duitsland ·
Engeland ·
Estland ·
Faeröer ·
Finland ·
Frankrijk ·
Georgië ·
Griekenland ·
Hongarije ·
Ierland ·
IJsland ·
Iran ·
Israël · 
Italië ·
Joegoslavië ·
Jordanië ·
Kameroen ·
Kazachstan ·
Kosovo ·
Kroatië ·
Letland ·
Liechtenstein ·
Litouwen ·
Luxemburg ·
Malta ·
Marokko ·
Mexico ·
Moldavië ·
Montenegro ·
Nederland ·
Noord-Ierland ·
Noord-Macedonië ·
Noorwegen ·
Oekraïne ·
Oezbekistan ·
Oostenrijk ·
Polen ·
Portugal ·
Qatar ·
Roemenië ·
Rusland ·
San Marino ·
Saoedi-Arabië ·
Schotland ·
Servië ·
Slovenië ·
Spanje ·
Tsjechië ·
Tsjecho-Slowakije ·
Turkije ·
Vietnam ·
Wales ·
Wit-Rusland ·
Zweden ·
Zwitserland
Frankrijk (2016) · 
Roemenië (2016) · 
Zwitserland (2016)